# 1787 au théâtre
| Années du théâtre : 1784 - 1785 - 1786 - 1787 - 1788 - 1789 - 1790    |
| Décennies du théâtre : 1750 - 1760 - 1770 - 1780 - 1790 - 1800 - 1810 |

## Événements
- 26 juin : Beaumarchais achète un terrain à Paris, au bord du bastion de la porte Saint-Antoine pour s'y faire construire un hôtel particulier, la Maison Caron de Beaumarchais[1].
- 21 novembre : Talma débute à la Comédie-Française dans le Mahomet de Voltaire[2].

- Carlo Goldoni publie à Paris ses Mémoires pour servir à l'histoire de sa vie et à celle de son théâtre en 3 volumes.

## Pièces de théâtre publiées
- Iphigénie en Tauride drame de Goethe (version en vers).
- La Mort d’Arminius (Hermanns Tod), drame de Klopstock.

## Pièces de théâtre représentées
- Entre le 5 juin et le 2 juillet : Körners Vormittag (de), la seule comédie de Friedrich von Schiller, Dresde, représentation privée chez Christian Gottfried Körner.
- 8 juin : Tarare, opéra d'Antonio Salieri, livret de Beaumarchais, Paris, Académie royale de musique.
- 29 août : Don Carlos, tragédie de Friedrich von Schiller, à Hambourg.

## Naissances
- 23 février : 
  - Marguerite-Joséphine Weimer, dite Mademoiselle George, actrice française, morte le 11 janvier 1867.
  - Edmond Mordret, auteur dramatique et poète français, mort le 3 février 1855.
- 11 mars : Louis-Eugène Sevaistre, auteur dramatique français, mort le 16 mars 1865.
- 13 août : Emmanuel Théaulon, auteur dramatique français, mort le 16 novembre 1841.
- 16 août : Gaspard Tourret, auteur dramatique français, mort le 30 novembre 1862.
- 1er septembre : Henri Dupin, auteur dramatique et librettiste français, mort le 5 avril 1887.
- 1er octobre : Lucien Arnault, dramaturge et haut fonctionnaire français, mort le 24 avril 1863.
- 4 novembre : Edmund Kean, comédien britannique de théâtre shakespearien, mort le 15 mai 1833.
- Date précise inconnue ou non renseignée :
  - Édouard Damarin, auteur dramatique français, mort en 1870.

## Décès
- 20 septembre : Alexandre Bultos, comédien et directeur de théâtre bruxellois, né le 18 juin 1749.
- 21 septembre : Jeanne Olivier, actrice française, sociétaire de la Comédie-Française, née le 21 mars 1764.